# 中国戏剧出版社
中国戏剧出版社，创建于1957年1月1日，是中华人民共和国的一个出版社。总部位于北京市海淀区大钟寺南村甲，后改北京市西城区天宁寺前街2号国家音乐产业基地中唱园区L座。

## 概述
1957年1月成立，首任社长田汉，副社长孟超、葛一虹。1960年，与人民文学出版社合并，仍保留“中国戏剧出版社”社号。1966年停业。1979年底，中国戏剧家协会决定恢复中国戏剧出版社建制。将人民文学出版社戏剧编辑室的人员调入戏剧出版社。1980年恢复建制后的刘厚生、陈默、杜高、王正、曲六乙等努力下，使戏剧出版社和它的副牌宝文堂书店，成为中国颇有影响的、具有较高品牌的出版社。现为中国文学艺术界联合会所属的新闻出版单位。2010年12月，中国戏剧出版社在完成转企改制基础上整体并入中国唱片总公司。

## 副牌
中国戏剧出版社的副牌“宝文堂书店”，创立于1862年（清同治元年），是中国历史最悠久的出版机构之一。它从经营账簿、文房四宝发展到具有编辑、排字、印刷等完整机构的出版企业。1954年公私合营后，成为通俗读物的出版社。1958年，与中国戏剧出版社合并，仍保留“宝文堂书店”的名义，作为中国戏剧出版社的副牌。